# Bayley

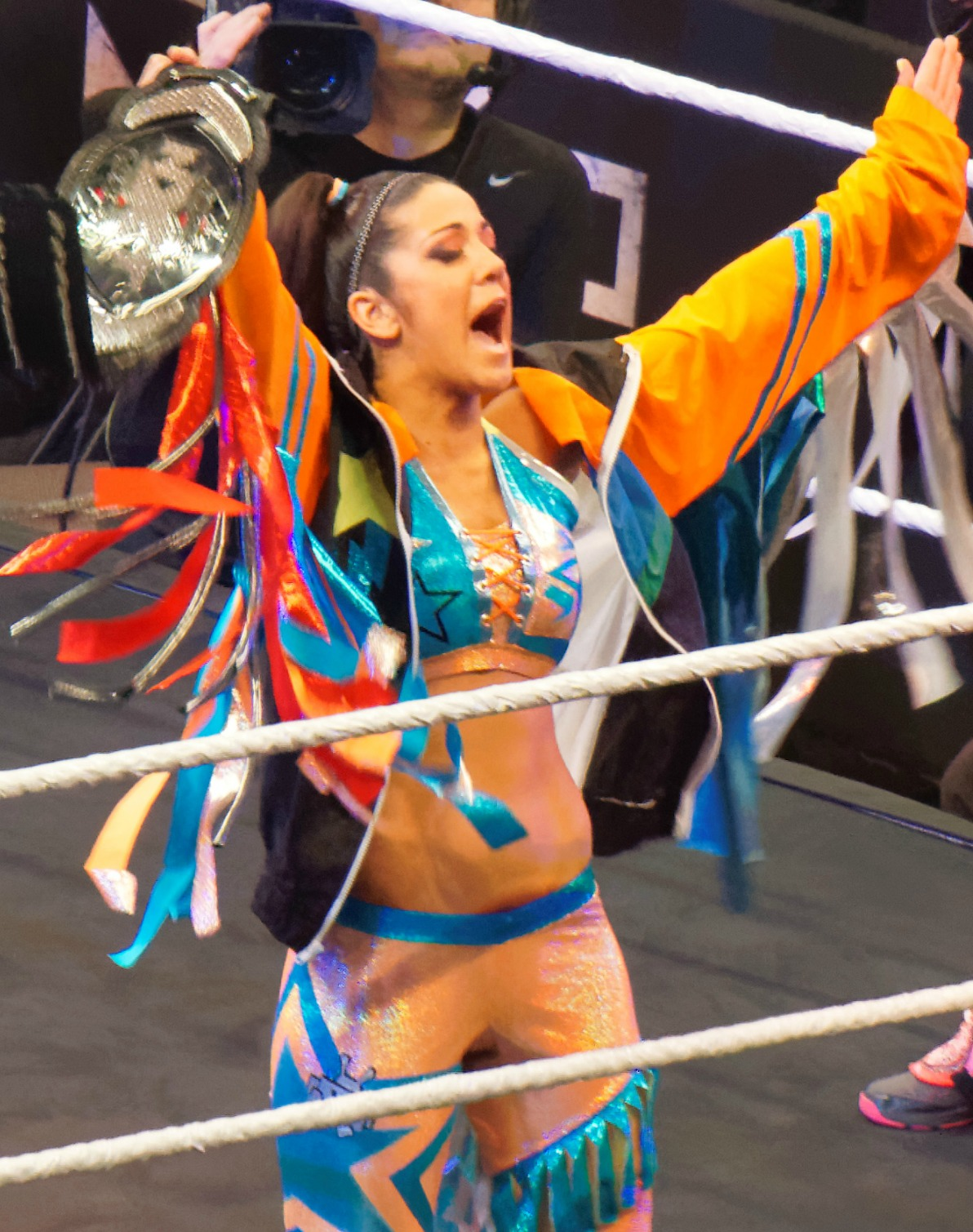
NXT bajnok, 2016

Pamela Rose Martinez, ismertebb nevén Bayley (Austin, Texas, 1989. június 15. –) amerikai pankrátor. Jelenleg a WWE-vel áll szerződésben, a RAW csapatát erősíti. Egyszeres RAW női bajnok, egyszeres NXT női bajnok, kétszeres Smackdown női bajnok és kétszeres Tag Team bajnok, Sasha Banks-sel. A WWE karrierjét megelőzően Martinez korábban a Davina Rose ringnevet viselte.

## Profi pankrátor karrier
2015. október 7-én Sasha Banks ellen küzdött meg az NXT TakeOver-en, egy Iron Man meccs keretében. Ez volt az első ilyen jellegű női mérkőzés, s egyben a leghosszabb női meccs (30 perc) a WWE történetében. A mérkőzést a Pro Wrestling Illustrated (PWI) az Év mérkőzésének választotta.

## Bevonuló zenéi
- Turn It Up (CFO$)

## Eredményei
Pro Wrestling Illustrated
- Az Év Meccse (2015) - NXT TakeOver, Sasha Banks ellen.
- PWI közönség rangsor szerint az 5. helyet érte el a top 50 női pankrátor közül (2016, 2017)

WWE
- NXT Női Bajnok (1x)
  - 2015.08.22.: NXT TakeOver: Brooklyn-on legyőzte Sasha Banks-t.
- WWE Raw Női Bajnok (1x)
  - 2017.02.13.: RAW-on legyőzte Charlotte Flair-t.
- NXT Év végi díj, az Év mérkőzése (2015) - NXT TakeOver, Sasha Banks ellen.
- WWE SmackDown Női Bajnok (2x)
  - 2019.05.19.: Money In The Bank
  - 2019.10.11.: SmackDown
- WWE Tag Team Női Bajnok (2x) 
  - 2019.02.18.:Sasha-val Elimination Chamber
  - 2020.06.06.: Sasha-val SmackDown

## Fordítás
- Ez a szócikk részben vagy egészben  a   Bayley (wrestler) című angol Wikipédia-szócikk fordításán alapul.  Az eredeti cikk szerkesztőit annak laptörténete sorolja fel. Ez a jelzés csupán a megfogalmazás eredetét és a szerzői jogokat jelzi, nem szolgál a cikkben szereplő információk forrásmegjelöléseként.